# 吹きすさぶ風の中で
「吹きすさぶ風の中で」（ふきすさぶかぜのなかで）は、日本のバンド・WAGの10枚目のシングル。

## 概要・解説
- 2004年2月25日発売。
- 作詞は三枝夕夏 IN dbのボーカルを務める三枝夕夏が担当している。三枝は後に2枚目のフルアルバム『U-ka saegusa IN db II』で本曲をセルフカバーしている。
- テレビ東京系で放送されたアニメ『最遊記RELOAD』のエンディングテーマとして起用された。また、次作「Don't look back again」は続編となる『最遊記RELOAD GUNLOCK』のオープニングテーマとして使用されており、WAGは『最遊記RELOAD』シリーズのオープニング・エンディング両テーマソングを担当したことになる。ちなみに、作曲者の徳永暁人はdoaとしても、2枚目のシングルとなった楽曲「白の呪文」が同アニメのエンディングテーマに起用されている。
- なお、今作をもってベースの南公祐が脱退。5人編成のWAGでのラストシングルとなった。
- 「Free Magic」以来のオリコンチャートランクインとなった。

## 収録曲
1. 吹きすさぶ風の中で
  - 作詞：三枝夕夏　作曲・編曲：徳永暁人
  - テレビ東京系アニメ「最遊記RELOAD」エンディングテーマ
2. story
  - 作詞・作曲：WAG
3. REAGAN
  - 作詞・作曲：WAG
4. 吹きすさぶ風の中で（instrumental）
  - 作曲・編曲：徳永暁人